# Simulium dasguptai
Simulium dasguptai es una especie de insecto del género Simulium, familia Simuliidae, orden Diptera.
Fue descrita científicamente por Datta, 1974.